# No Rest for the Wicked (Supernatural)
"No Rest for the Wicked" (no Brasil, "Enfrentando o Capeta") é o terceiro final de temporada da série de televisão de fantasia e terror Supernatural, exibida originalmente nos Estados Unidos pelo canal The CW.. É o décimo sexto episódio da terceira temporada, e é o sexagésimo episódio da série em geral. Escrito pelo criador da série Eric Kripke e dirigido por Kim Manners, o episódio foi transmitido pela primeira vez em 15 de maio de 2008. A narrativa segue os protagonistas da série Sam (Jared Padalecki) e Dean Winchester (Jensen Ackles)—irmãos que viajam pelos Estados Unidos caçando criaturas sobrenaturais—enquanto eles tentam salvar a alma deste último da condenação. Tendo feito um pacto demoníaco de um ano no final da temporada anterior, Dean tem apenas um dia para viver. Os irmãos devem rastrear o demônio soberano Lilith, que detém contrato de Dean. Lilith, entretanto, está se entretendo com uma menina (Sierra McCormick) e aterrorizando sua família, uma homenagem ao episódio "It's a Good Life" de Twilight Zone.
Marcando a ultima aparição de Katie Cassidy como o demônio Ruby, o episódio foi originalmente planejado a apresentar o retorno de Samantha Ferris como personagem recorrente Ellen Harvelle. Os escritores inicialmente pretendiam que Sam salvaria Dean dando em suas habilidades demoníacas, mas a greve dos roteiristas dos Estados Unidos de 2007–2008 impediu o desenvolvimento desse enredo durante toda a temporada. Dean é morto; a cena final dele no Inferno foi a "mais complicada que [o] departamento de efeitos visuais já fez".
O episódio teve uma audiência elevada para a temporada, e recebeu geralmente revisões positivas dos críticos. A decisão de seguir com o contrato de Dean com o Inferno foi elogiada, assim como as performances de Padalecki e Ackles. O consenso geral era que McCormick foi "assustadora" como Lilith, mas faltou a ameaça do Azazel de Fredric Lehne da segunda temporada.

## Enredo
O episódio começa com Dean Winchester (Ackles) sendo perseguido em uma floresta por um cão de caça do Inferno; enquanto o cão ataca, ele desperta de seu sonho. Seu irmão, Sam (Padalecki), diz-lhe que Bobby criou uma maneira de localizar Lilith, mas não convencido de que vai ter sucesso, Dean sugere que ele vive até o resto do seu tempo. Sam insiste que ele será salvo, mas Dean finge tranquilidade enquanto ele alucina um Sam de aparência demoníaca.
Bobby segue Lilith para New Harmony, Indiana. Dean não quer atacar despreparado, mas ele se recusa a procurar ajuda de Ruby. Sam secretamente a convoca e pede sua faca, e Ruby diz-lhe que suas habilidades psíquicas dormente poderiam facilmente matar Lilith, cuja guarda está baixa enquanto está de "férias terra". Sam considera a alternativa, mas Dean aparece e engana Ruby na armadilha do diabo—símbolos místicos capazes de tornar um demônio impotente—e os irmãos pegam sua faca e saem. Apesar das objeções de Dean, Bobby insiste em que ele os acompanhe, e chama a atenção para as alucinações de Dean. Com a sua morte rapidamente se aproximando, Dean começou a "perfurar o véu", permitindo-lhe vislumbrar as formas verdadeiras dos demônios.
Quando o trio chega em New Harmony, eles descobrem que Lilith está possuindo uma menina (McCormick) e aterrorizando sua família. Fingindo ser sua filha, Lilith mata o cão da família quando ele é "mau" para ela e quebra o pescoço do avô depois que ele procura ajuda dos vizinhos. Como Bobby abençoa uma linha de água correndo para os sprinklers da casa da família, Sam e Dean despacham alguns dos demônios que assumiram o bairro. Ruby aparece e com raiva os confronta, mas é interrompido por uma horda de demônios. Os três deles correm para dentro da casa enquanto Bobby ativa os sprinklers, criando uma barreira de água benta. Enquanto Dean leva o pai da menina para a segurança no porão, Sam e Ruby sobem as escadas e se separam em busca de Lilith. Sam encontra a menina possuída em seu quarto, e embora inicialmente hesitante se prepara para golpear até que seja parado por Dean, que revela que Lilith a deixou. Quando a meia-noite se aproxima, eles levam o resto da família para o porão.
Sam pede a Ruby para ensiná-lo a usar suas habilidades, mas ela lhe diz que é tarde demais. Dean aceita o seu destino conforme o relógio atinge meia-noite, mas corre do cão de caça do Inferno que se aproxima. Os três se barricaram dentro de uma sala, mas Dean rapidamente percebe que Lilith se apoderou do anfitrião de Ruby. Alegando ter enviado Ruby "longe, longe", Lilith derruba os irmãos usando telecinésia. Como Dean é cruelmente morto pelo cão do Inferno, Lilith golpeia Sam com energia branca de sua mão. Horrorizada ao ver que não tem efeito, ela foge de seu anfitrião antes de Sam possa revidar. Um Sam devastado abraça Dean, cuja alma é então mostrada no Inferno pendurado de uma vasta paisagem de correntes e ganchos enquanto infrutinamente grita para Sam.

## Produção

### Elenco

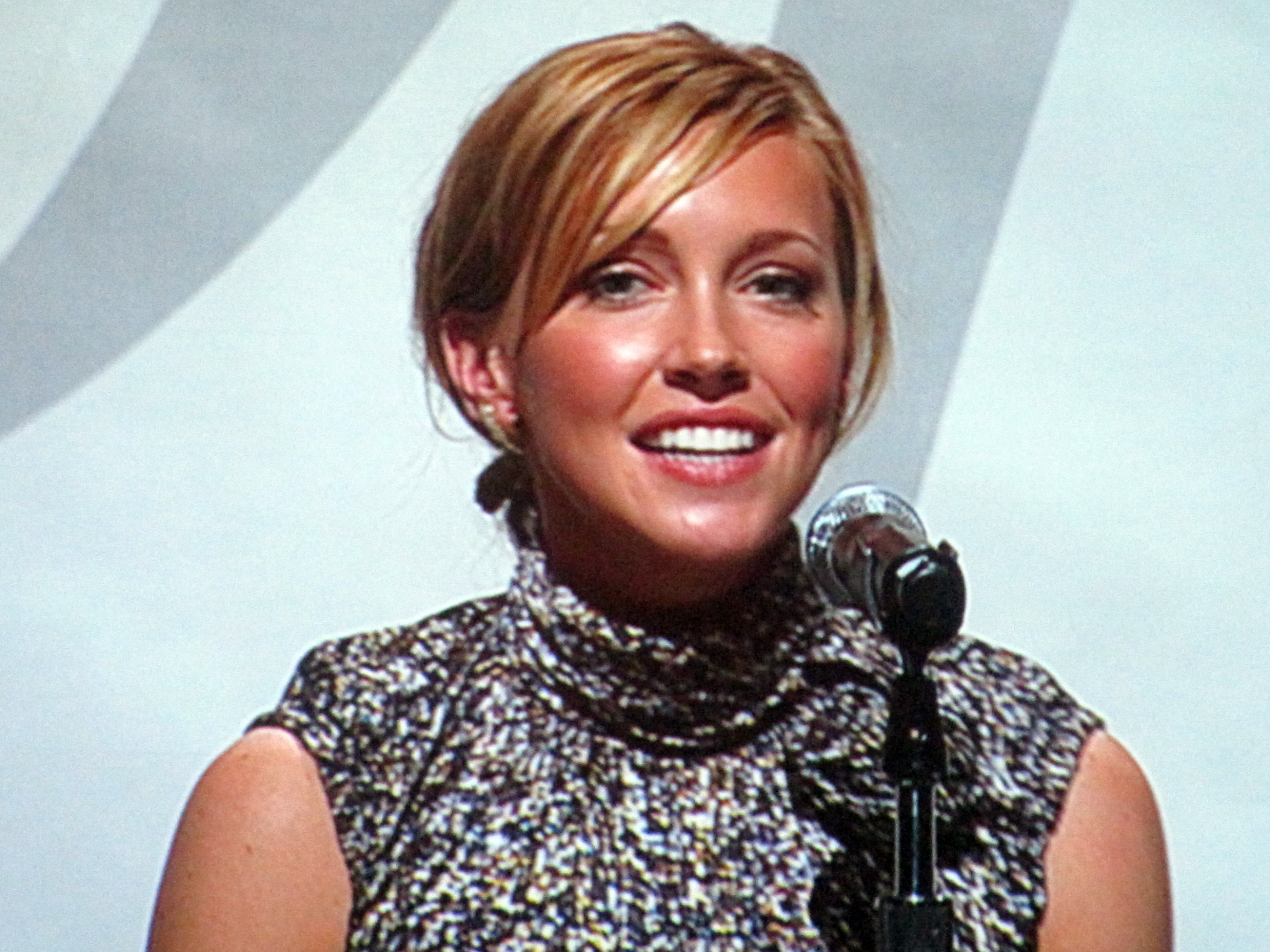
Katie Cassidy fez sua ultima aparição na série como Ruby.

"No Rest for the Wicked" marcou a última aparição de Katie Cassidy como o demônio Ruby. Descartada por razões orçamentárias, a atriz foi substituída por Genevieve Cortese na quarta temporada. Os escritores pretendiam que  Samantha Ferris retornasse como a caçadora Ellen Harvelle, e Ferris acreditava que teria terminado com a morte de seu personagem. Ela acabou decidindo recusar a oferta porque "poderia custar [a ela] dinheiro e trabalho". Seguindo o papel mitológico de Lilith de "destruidora de crianças", o demônio assume o corpo de uma criança interpretada por Sierra McCormick. A escritora Sera Gamble da série comentou que foi uma escolha "interessante" porque apresentou Lilith como "arrepiante e tipo de molestia".

### Roteiro
Originalmente intitulado "No Quarter", o episódio foi escrito pelo criador da série Eric Kripke. Grande parte do enredo serviu de homenagem ao episódio de Twilight Zone, "It's a Good Life", no qual uma criança poderosa aterroriza sua cidade. Embora Kripke tenha achado difícil escrever muitas das cenas do episódio, as sequências aterrorizantes "acabou saindo" porque eram "muito divertidas".

"Nós tínhamos dito que íamos fazer isso durante toda a temporada, então eu sinto que tivemos que ir lá. Qualquer coisa menos do que isso teria sido uma confusão, porque estávamos dizendo que não havia maneira de quebrar esse contrato."

—Sera Gamble sobre a decisão de matar Dean
Os roteiristas inicialmente pretendiam que Sam salvaria Dean do Inferno, possivelmente até mesmo antes de "No Rest for the Wicked", cedendo a seus poderes demoníacos e se tornando "esta força sombria totalmente operacional", que então iria querer perseguir Lilith. A batalha teria sido "muito mais climática", com os Winchesters "indo para a guerra para salvar a vida de Dean". No meio da temporada, entretanto, os escritores realizaram os custos associados com a representação de tal envolvimento e os reduziu. Para piorar as coisas, a greve dos roteiristas de 2007-2008 da América os impediu de desenvolverem as habilidades evolutivas de Sam ao longo da temporada, e todo o seu arco de história foi empurrado para a quarta temporada. Com a história de Sam já não se encaixando com Dean, os escritores "[nunca tiveram] nenhuma dúvida em [suas] mentes" de enviar Dean para o Inferno. Kripke não gostou que o segundo final de temporada "acabasse", e ele sentiu que este episódio proporcionava um final cliffhanger que teria pessoas "mordendo as unhas". Embora as expectativas dos telespectadores de que Dean seria salvo fosse "razão suficiente", sua prisão no Inferno também serviu como um "ponto de virada" tanto para o personagem como para a série. Kripke comentou: "Você precisa de grandes movimentos para acontecer que podem causar mudanças radicais nos personagens, que os colocam em uma nova direção." O que acontece com Dean no Inferno e como Dean sai se tornam preocupações primárias da quarta temporada."

### Inferno
Os momentos finais do episódio mostram Dean "enganchado no centro do que parece uma teia de mil milhas de correntes enferrujadas", uma cena que Kripke descreveu como "M. C. Escher conhece Hellraiser". A imaginação original para a cena final teria colocado Dean em um "matadouro realmente desagradável, sangrento, pendurado de ganchos de carne". Aqui, Dean começaria a gritar enquanto sombras cairia sobre ele. As discussões entre Kripke, Manners e Hayden levaram à decisão de apresentar "um vislumbre épico" do Inferno, embora evitassem aspectos como o fogo e o enxofre para se concentrarem em imagens mais acessíveis. Houve muito debate sobre a aparência do Inferno por causa de suas muitas variações. Embora a cena coincida com as muitas versões de "correntes e pessoas sendo arrancadas", o diretor de arte John Marcynuk sentiu que deveria ter tornado "um pouco mais misterioso e escuro". Ele comentou: "Minha opinião é, quanto mais vagabundo, melhor, porque você deixa a imaginação dominar. As pessoas têm medos diferentes e o Inferno é um tormento pessoal." Na opinião da escritora da série Sera Gamble, a localização de Dean é mais como "Sala de espera"—o lugar "que eles furam você antes de entregar-lhe a lista de presença" - muito longe do que ele vai experimentar "já que que ele entra na primeira câmara do Inferno".
A sequência foi miserável para Ackles, que passou quatro horas em maquiagem com os vários ganchos e outras próteses aplicadas. Punhos com fios em torno de seus pulsos e tornozelos, assim como um arnês em torno de sua cintura, foram usados para levantá-lo 13 metros no ar em frente a uma tela verde. Para seu desconforto, o arnês escorregou, fazendo com que sua fivela escavasse continuamente em seu quadril ao longo de três ou quatro tomadas da cena. O ator, que "tinha lágrimas rolando no [seu] rosto", visto que ele estava abaixado, considerou a dor mais física que ele sofreu para uma único cena.
O departamento de efeitos visuais também encontrou um grande desafio, muitas vezes se referindo ao processo de dez dias como "Hell Shot". Inicialmente planejado como 12-13 segundos, a cena acabou executando 35 segundos, um feito enorme para render em filme de alta definição. Eles também foram obrigados a remover digitalmente os fios ligados a Ackles, e adicionar em correntes. Os relâmpagos ocorrem em toda a cena, com base em efeitos de raio feitos durante a filmagem para atender às exigências de Manners e cinematógrafo Serge Ladouceur. Este "[escravizou o departamento] na freqüência do relâmpago", os forçando a "engenharia reversa a aleatoriedade".  Devido às enormes complicações e despesas na apresentação do Inferno a tal ponto, representações futuras foram restritas a "ângulos muito apertados".

### Filmagens
A fotografia principal ocorreu em Vancouver, Columbia Britânica. As cenas do bairro foram filmadas em um beco sem saída de casas de milhões de dólares, e a produção abrigou os moradores em hotéis por duas noites para permitir a filmagem. Embora a sequência de Sam e Dean olhando para o outro lado da rua enquanto o avô é morto parece ser filmada de dentro de uma das casas, os atores estavam de fato em um andaime de dois andares do outro lado da rua, olhando através de janelas falsas. Filmagens deles dentro da casa na mesma cena fizeram uso de um dos porões.

### Música
A partitura orquestral sintetizada do episódio foi escrita por Jay Gruska, que gostou especialmente de trabalhar no episódio devido a sua amizade com um ator de "It's a Good Life". A música, entretanto, não foi influenciada por The Twilight Zone, porque Gruska prefere basear suas partituras em imagens de um episódio. As cenas aterrorizantes apresentavam sons infantis, tal como o alto registro de um piano de brinquedo, que usava uma "baixa abordagem por baixo dele" para torná-lo "absolutamente sinistro".
Além da partitura, o episódio seguiu a tradição da série de uma trilha sonora de rock. Em sua viagem para New Harmony, Sam e Dean cantam juntos "Wanted Dead or Alive" de Bon Jovi.. Para mascarar a "voz de canto muito impressionante" de Ackles, Kripke pediu ao ator para cantar desligado.

## Recepção

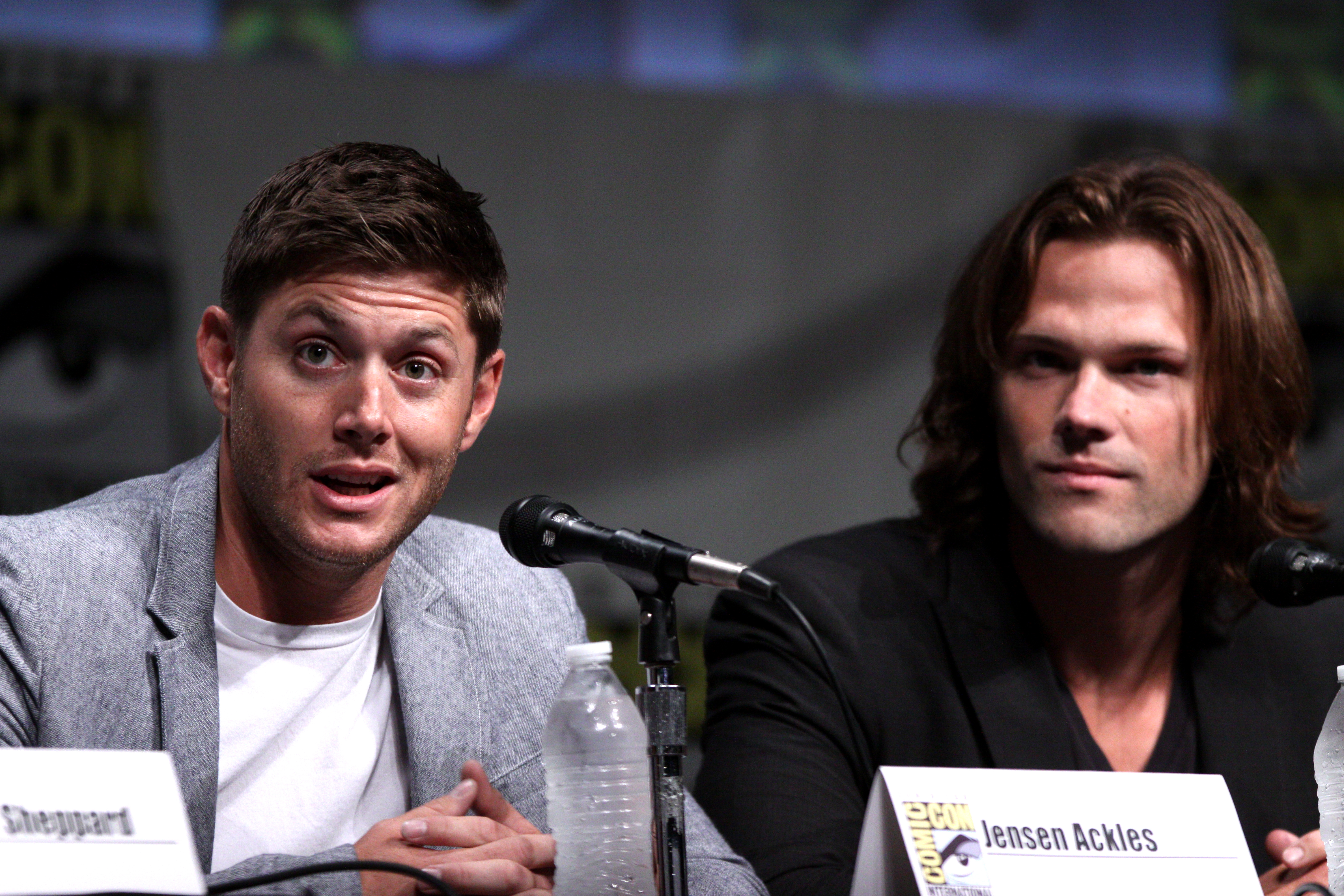
Os críticos elogiaram Ackles (à esquerda) e Padalecki (direita) por suas performances como Dean e Sam Winchester.

Em sua transmissão inicial, o episódio foi assistido por 2.998 milhões de espectadores. Recebeu revisões geralmente positivas dos críticos, com TV Guide classificando o eisódio número 95 em sua lista de 2009 de "Os 100 Melhores Episódios de Todos os Tempos da TV." Don Williams do BuddyTV considerou o final "absolutamente fantástico", e classificou-o décimo em sua lista dos melhores  episódios das três primeiras temporadas de Supernatural.  Embora ele "respeitasse a série por ter a coragem de seguir com o acordo [de Dean]"—o final foi um "conta-gotas completo"—ele apontou as vezes anteriores em que os Winchesters morreram e foram posteriormente ressuscitados. Momentos memoráveis para Williams incluem Sam e Dean cantando "Wanted Dead or Alive", e Dean admitindo que seu amor por Sam é a sua principal fraqueza. Da mesma forma, Tina Charles da TV Guide descreveu o episódio como "assustador e suspense e engraçado e triste e simplesmente incrível", e sentiu que chegou perto de superar o final da primeira temporada "Devil's Trap". Especialmente elogiado foram as performances dos atores. Padalecki "totalmente intensificado", e Ackles foi "nove tipos de fantástico". Sobre o último, Charles observou: "Desde as maneiras teimosas de Dean, seu humor impróprio, aqueles esmagadores olhares de desespero e desgraça e morte de Dean, o homem pode interpretar tudo". McCormick foi descrita como "assustadora", levando ao "enorme elogio" de Charles de comparar o episódio com The Twilight Zone. Para o crítico, o "totalmente inesperado" canto de Bon Jovi "baçançou totalmente" e tem "instantaneamente se tornado um clássico". Sua principal decepção com o episódio, no entanto, foi a falta de Sam "indo para o lado sombrio". Ryan, do Chicago Tribune, listou o episódio como uma das "jóias" da terceira temporada, e acreditava que provavelmente acabaria sendo um de seus episódios favoritos de Supernatural de todos os tempos". Karla Peterson, do The San Diego Union-Tribune, concordou, dando ao episódio uma nota de A-. Embora "começou a um começo instável com algumas cenas estranhamente lentas", terminou um "final que nos envolveu em fios pegajosos de velhos medos, e uma canção impressionante de Bon Jovi."
Brett Love do TV Squad, por outro lado, deteve de chamá-lo de um excelente final. Enquanto a recompensa do acordo foi "fantástica"—ele ficou surpreso com a morte de Dean, e aguardava com expectativa suas implicações para a quarta temporada—Love ficou um pouco desapontado com Lilith. McCormick "o impressionou" como Lilith, mas ele não a achou "ameaçadora e assustadora" como Azazel de Fredric Lehne. A história da vilã de aterrorizar uma família teria feito um "grande episódio regular", mas não era épico o suficiente para um final. Diana Steenbergen do IGN sentiu que várias cenas de Lilith brevemente "[arrastaram] o episódio para baixo" porque os espectadores "entenderam a situação rapidamente o suficiente". Ela também gostou do episódio, e deu-lhe uma nota de 8.9 em 10. Steenbergen apreciou as "cenas fraternal de primeira classe", e ficou feliz que a série seguiu com a sua promessa de enviar Dean para o Inferno, comentando que o ataque do Cão do Inferno foi "uma das coisas mais assustadoras que a série já fez". Como Charles, ela aplaudiu as atuações, observando que "sentimos o medo de [Dean] à medida que o prazo se aproxima". Ela continuou escrevendo que "os melhores momentos de Padalecki estão na raiva pouco contida em sua incapacidade de salvar seu irmão, e em seu pesar por perder Dean", enquanto "Lilith e seus maneirismos de menina no corpo de Ruby eram muito mais relaxantes e interessantes, do que a personalidade rude e pintainha que Ruby sempre foi".